# Мартин, Кеньон (младший)
Кеньон Ли Мартин (младший) (англ. Kenyon Lee «KJ» Martin Jr; род. 6 января 2001, Уэст-Хиллз, Калифорния) — американский профессиональный баскетболист, выступающий в Национальной баскетбольной ассоциации в команде «Юта Джаз». Он учился в IMG Academy в аспирантуре в Брейдентоне, штат Флорида.

## Студенческая карьера
Кеньон Мартин-младший посещал среднюю школу Oaks Christian High School, но не играл в баскетбол. После первого курса он был зачислен в подготовительную школу колледжа Шаминаде, где начал играть в баскетбол на втором курсе.
Будучи «трехзвездочным» новобранцем из школы Сьерра-Каньон в Чатсуорте, Калифорния, Мартин играл вместе со Скотти Пиппеном-младшим и Кассиусом Стэнли. Мартин набирал в среднем 16,7 очка и 9,8 подбора за игру в команде, которая дважды становилась чемпионом открытого дивизиона Калифорнии.
Изначально Мартин собирался играть за Университет Вандербильта, но затем решил выбрать аспирантуру в IMG Academy. В IMG Academy он набирал в среднем 20 очков и восемь подборов за игру, получая похвалу за свой атлетизм. Мартин набрал 37 очков на National Prep Showcase и продемонстрировал улучшенный бросок в прыжке. Мартин заявил о своем желании участвовать в драфте НБА 24 марта 2020 года.

## Профессиональная карьера

### Хьюстон Рокетс (2020—2023)
18 ноября 2020 года Мартин был задрафтован командой «Сакраменто Кингз» под общим 52-м номером на драфте НБА 2020 года. 25 ноября 2020 года он был обменян в «Хьюстон Рокетс» на денежную компенсацию и будущий выбор второго раунда драфта. Мартин подписал четырехлетний контракт с «Рокетс» 30 ноября. Клуб отправил его в свой фарм-клуб в Джи-Лиге НБА «Рио-Гранде Вэллей Вайперс».
4 января 2021 года Мартин был вызван «Хьюстон Рокетс» на игру против «Даллас Маверикс», но игрок дебютировал в НБА 8 января 2021 года в игре против «Орландо Мэджик», набрав 7 очков.
8 мая 2021 года Мартин набрал максимальные за карьеру 27 очков в матче против «Юта Джаз».

### Лос-Анджелес Клипперс (2023)
В июле 2023 года «Хьюстон Рокетс» обменял Кеньона Мартина (младшего) в «Лос-Анджелес Клипперс» на два пика второго раунда драфта НБА.

### Филадельфия Севенти Сиксерс (2023—2025)
1 ноября 2023 года «Филадельфия Севенти Сиксерс» приобрела у «Клипперс» Мартина, Маркуса Морриса-старшего, Николя Батюма и Роберта Ковингтона в обмен на Джеймса Хардена, Пи Джей Такера и Филипа Петрушева. В рамках обмена «Клипперс» передали «Сиксерс» выбор в первом раунде, два выбора во втором раунде, обмен выбора и денежное вознаграждение, а «Оклахома-Сити Тандер» отправили обмен выбора и денежное вознаграждение.
15 июля 2024 года он переподписал контракт с «Сиксерс».

### Юта Джаз (2025—настоящее время)
6 февраля 2025 года Мартин и два будущих выбора второго раунда (2027 года от «Милуоки»; 2031 года от «Далласа») были обменяны в «Детройт Пистонс». Несколько часов спустя он был обменян в «Юту Джаз» в рамках сделки с пятью командами.

## Личная жизнь
Мартин является сыном американского баскетболиста Кеньона Мартина, который был выбран первым на драфте НБА 2000 года и играл в НБА 15 лет, и Хизер Мартин.

## Статистика

### Статистика в НБА
| Сезон                                                                                    | Команда     | Регулярный сезон | Регулярный сезон | Регулярный сезон | Регулярный сезон | Регулярный сезон | Регулярный сезон | Регулярный сезон | Регулярный сезон | Регулярный сезон | Регулярный сезон | Регулярный сезон | Серия плей-офф | Серия плей-офф | Серия плей-офф | Серия плей-офф | Серия плей-офф | Серия плей-офф | Серия плей-офф | Серия плей-офф | Серия плей-офф | Серия плей-офф | Серия плей-офф |
| Сезон                                                                                    | Команда     | GP               | GS               | MPG              | FG%              | 3P%              | FT%              | RPG              | APG              | SPG              | BPG              | PPG              | GP             | GS             | MPG            | FG%            | 3P%            | FT%            | RPG            | APG            | SPG            | BPG            | PPG            |
| ---------------------------------------------------------------------------------------- | ----------- | ---------------- | ---------------- | ---------------- | ---------------- | ---------------- | ---------------- | ---------------- | ---------------- | ---------------- | ---------------- | ---------------- | -------------- | -------------- | -------------- | -------------- | -------------- | -------------- | -------------- | -------------- | -------------- | -------------- | -------------- |
| 2020/21                                                                                  | Хьюстон     | 45               | 8                | 23,7             | 50,9             | 36,5             | 71,4             | 5,4              | 1,1              | 0,7              | 0,9              | 9,3              | Не участвовал  | Не участвовал  | Не участвовал  | Не участвовал  | Не участвовал  | Не участвовал  | Не участвовал  | Не участвовал  | Не участвовал  | Не участвовал  | Не участвовал  |
| 2021/22                                                                                  | Хьюстон     | 79               | 2                | 21,0             | 53,3             | 35,7             | 63,4             | 3,8              | 1,3              | 0,4              | 0,5              | 8,8              | Не участвовал  | Не участвовал  | Не участвовал  | Не участвовал  | Не участвовал  | Не участвовал  | Не участвовал  | Не участвовал  | Не участвовал  | Не участвовал  | Не участвовал  |
| 2022/23                                                                                  | Хьюстон     | 82               | 49               | 28,0             | 56,9             | 31,5             | 68,0             | 5,5              | 1,5              | 0,5              | 0,4              | 12,7             | Не участвовал  | Не участвовал  | Не участвовал  | Не участвовал  | Не участвовал  | Не участвовал  | Не участвовал  | Не участвовал  | Не участвовал  | Не участвовал  | Не участвовал  |
| 2023/24                                                                                  | Клипперс    | 2                | 0                | 15,5             | 40,0             | 20,0             | 50,0             | 1,5              | 0,5              | 1,0              | 0,5              | 5,0              | Не участвовал  | Не участвовал  | Не участвовал  | Не участвовал  | Не участвовал  | Не участвовал  | Не участвовал  | Не участвовал  | Не участвовал  | Не участвовал  | Не участвовал  |
| 2023/24                                                                                  | Филадельфия | 58               | 2                | 12,3             | 54,4             | 30,4             | 53,8             | 2,2              | 0,9              | 0,3              | 0,2              | 3,7              | Не участвовал  | Не участвовал  | Не участвовал  | Не участвовал  | Не участвовал  | Не участвовал  | Не участвовал  | Не участвовал  | Не участвовал  | Не участвовал  | Не участвовал  |
| 2024/25                                                                                  | Филадельфия | 24               | 7                | 20,0             | 61,6             | 38,1             | 82,8             | 3,0              | 0,8              | 0,5              | 0,7              | 6,4              | Не участвовал  | Не участвовал  | Не участвовал  | Не участвовал  | Не участвовал  | Не участвовал  | Не участвовал  | Не участвовал  | Не участвовал  | Не участвовал  | Не участвовал  |
| 2024/25                                                                                  | Юта         | 19               | 9                | 22,7             | 49,0             | 18,9             | 72,2             | 2,8              | 1,5              | 0,3              | 0,3              | 6,3              | Не участвовал  | Не участвовал  | Не участвовал  | Не участвовал  | Не участвовал  | Не участвовал  | Не участвовал  | Не участвовал  | Не участвовал  | Не участвовал  | Не участвовал  |
|                                                                                          | Всего       | 309              | 77               | 21,6             | 54,5             | 32,9             | 67,3             | 4,0              | 1,2              | 0,5              | 0,5              | 8,6              | Не участвовал  | Не участвовал  | Не участвовал  | Не участвовал  | Не участвовал  | Не участвовал  | Не участвовал  | Не участвовал  | Не участвовал  | Не участвовал  | Не участвовал  |
| Наведите курсор мыши на аббревиатуры в заголовке таблицы, чтобы прочесть их расшифровку. |             |                  |                  |                  |                  |                  |                  |                  |                  |                  |                  |                  |                |                |                |                |                |                |                |                |                |                |                |

### Статистика в Джи-Лиге
| Сезон                                                                                    | Команда                   | Регулярный сезон | Регулярный сезон | Регулярный сезон | Регулярный сезон | Регулярный сезон | Регулярный сезон | Регулярный сезон | Регулярный сезон | Регулярный сезон | Регулярный сезон | Регулярный сезон | Серия плей-офф | Серия плей-офф | Серия плей-офф | Серия плей-офф | Серия плей-офф | Серия плей-офф | Серия плей-офф | Серия плей-офф | Серия плей-офф | Серия плей-офф | Серия плей-офф |
| Сезон                                                                                    | Команда                   | GP               | GS               | MPG              | FG%              | 3P%              | FT%              | RPG              | APG              | SPG              | BPG              | PPG              | GP             | GS             | MPG            | FG%            | 3P%            | FT%            | RPG            | APG            | SPG            | BPG            | PPG            |
| ---------------------------------------------------------------------------------------- | ------------------------- | ---------------- | ---------------- | ---------------- | ---------------- | ---------------- | ---------------- | ---------------- | ---------------- | ---------------- | ---------------- | ---------------- | -------------- | -------------- | -------------- | -------------- | -------------- | -------------- | -------------- | -------------- | -------------- | -------------- | -------------- |
| 2020/21                                                                                  | Рио-Гранде Вэллей Вайперс | 10               | 9                | 31,5             | 47,9             | 13,9             | 66,7             | 11,4             | 1,8              | 0,8              | 1,9              | 17,5             | Не участвовал  | Не участвовал  | Не участвовал  | Не участвовал  | Не участвовал  | Не участвовал  | Не участвовал  | Не участвовал  | Не участвовал  | Не участвовал  | Не участвовал  |
|                                                                                          | Всего                     | 10               | 9                | 31,5             | 47,9             | 13,9             | 66,7             | 11,4             | 1,8              | 0,8              | 1,9              | 17,5             | Не участвовал  | Не участвовал  | Не участвовал  | Не участвовал  | Не участвовал  | Не участвовал  | Не участвовал  | Не участвовал  | Не участвовал  | Не участвовал  | Не участвовал  |
| Наведите курсор мыши на аббревиатуры в заголовке таблицы, чтобы прочесть их расшифровку. |                           |                  |                  |                  |                  |                  |                  |                  |                  |                  |                  |                  |                |                |                |                |                |                |                |                |                |                |                |